# Becoming Karl Lagerfeld
Becoming Karl Lagerfeld est une mini-série télévisée française en six épisodes d'environ 45 minutes créée par Isaure Pisani-Ferry, Jennifer Have et Raphaëlle Bacqué et mise en ligne le 7 juin 2024 sur la plateforme Disney+. La série, basée sur la biographie Kaiser Karl de Raphaëlle Bacqué, est consacrée à l’ascension du couturier Karl Lagerfeld dans le monde de la mode parisienne des années 1970. Daniel Brühl joue le rôle du créateur de mode.

## Synopsis
Dans les années 1970, Karl Lagerfeld travaille pour plusieurs maisons de prêt-à-porter dont Chloé. Motivé par sa rencontre avec le jeune dandy Jacques de Bascher, qui ignore tout du monde de la mode à Paris, Lagerfeld décide de se faire un nom et de rivaliser avec Yves Saint Laurent.

## Distribution
- Daniel Brühl : Karl Lagerfeld
- Théodore Pellerin : Jacques de Bascher
- Arnaud Valois : Yves Saint Laurent
- Alex Lutz : Pierre Bergé
- Agnès Jaoui : Gaby Aghion
- Sunnyi Melles : Marlene Dietrich
- Théodora Breux : Anita Briey
- Jeanne Damas (en) : Paloma Picasso
- Claire Laffut : Loulou de la Falaise
- Paul Spera : Andy Warhol
- Carmen Giardina (it) : Anna Piaggi
- Féodor Atkine : Antony de Bascher
- Caroline Archambault : Armelle de Bascher
- Victoire Du Bois : Anne de Bascher
- Lisa Kreuzer : Elisabeth Lagerfeld
- Anouk Féral : Rosemarie Le Gallais
- Julia Faure : Francine Crescent
- Clara Bretheau : Diane de Beauvau-Craon
- Geoffrey Carlassare : Geoffrey, le majordome

## Production

### Développement et attribution des rôles
En août 2021, Disney+ annonce qu'une série sur Karl Lagerfeld, produite par Gaumont Télévisions et intitulée à l'époque Kaiser Karl, est en écriture. La série est créée par Isaure Pisani-Ferry, Jennifer Have et Raphaëlle Bacqué.
En mars 2023, la plateforme annonce l'entrée en production de la série et en révèle la distribution, avec Daniel Brühl dans le rôle-titre. Dans les rôles confirmés, on trouve Théodore Pellerin pour Jacques de Bascher, Arnaud Valois pour Yves Saint Laurent, Alex Lutz en Pierre Bergé, Agnès Jaoui en Gaby Aghion et Sunnyi Melles en Marlene Dietrich. Jérôme Salle et Audrey Estrougo sont confirmés à la réalisation. La direction d'écriture est confiée à Isaure Pisani-Ferry et la production artistique à Jérôme Salle et Arnaud de Crémiers.

### Tournage
Le tournage débute en mars 2023, entre Paris, Monaco et Rome,, et nécessite plus de 2 200 figurants, plus de quarante décors différents et 3 000 costumes, dont 160 costumes sur mesure créés pour les acteurs principaux par les ateliers de couture qui travaillent pour la série.

### Fiche technique
Sauf indication contraire ou complémentaire, les informations mentionnées dans cette section proviennent du générique de fin de l'œuvre audiovisuelle présentée ici.
- Titre original : Becoming Karl Lagerfeld
- Création : Raphaëlle Bacqué, Jennifer Have et Isaure Pisani-Ferry
- Réalisation : Audrey Estrougo et Jérôme Salle
- Scénario : Dominique Baumard, Jennifer Have, Nathalie Hertzberg et Isaure Pisani-Ferry, d'après le livre Kaiser Karl de Raphaëlle Bacqué
- Musique : Evgueni et Sacha Galperine
- Décors : Jean Rabasse
- Costumes : Pascaline Chavanne
- Photographie : Mahdi Lepart et Mélodie Preel
- Montage : Stan Collet, Céline Cloarec, Valérie Deseine et Grégoire Sivan
- Casting : Gigi Akoka
- Production : Isabelle Degeorges, Arnaud de Crémiers, Sidonie Dumas et Christophe Riandee
- Production exécutive : François Perillat
- Sociétés de production : Gaumont et Jour Premier Production
- Société de distribution : Disney+
- Pays de production :  France
- Langue originale : français, allemand, anglais
- Format : couleur
- Genre : biographie, drame, romance
- Nombre de saisons : 1
- Nombre d'épisodes : 6
- Durée : 39 à 51 minutes
- Date de première diffusion : 7 juin 2024 sur Disney+

## Épisodes
1. Mercenaire du prêt-à-porter
2. Avez-vous un style ?
3. In Bed with Karl
4. La Mauvaise Réputation
5. Le Mariage du siècle
6. Monaco ?

## Accueil critique
Sur le site d'agrégation Rotten Tomatoes, la série a un taux d'approbation critique de 78% basé sur 18 critiques.
Leila Latif pour The Guardian donne 4 étoiles sur 5, déclarant : « Ce biopic d'une des plus remarquables icônes de la mode est un festin pour les yeux. »
Sur National Public Radio, John Powers écrit « Becoming Karl Lagerfeld donne le sentiment d'être pressé et vivant — comme une histoire actuelle qui se trouve se dérouler dans le passé. »
Pour France Culture, Adrien Dénouette et Nora Bouazzouni ont apprécié la série sur la forme, notamment le travail sur les costumes, mais regrettent tous deux que la série n'insiste pas sur les défauts du personnage.
Fabrice Dupreuilh pour Le Point salue l'écriture et l'interprétation de Daniel Brühl, qui montre celui qu'était Lagerfeld avant d'être le personnage médiatique mondialement connu, ainsi que la « reconstitution soignée » sans que la série n'essaye d'être « dans le jeu des ressemblances parfaites »